# 瓦尔登堡 (下萨克森州)
瓦尔登堡是德国下萨克森州的一个市镇。总面积118.67平方公里，总人口15948人，其中男性7827人，女性8121人（2011年12月31日），人口密度134人/平方公里。